# Динголфинг
Динголфинг (њем. Dingolfing) град је у њемачкој савезној држави Баварска. Једно је од 15 општинских средишта округа Динголфинг-Ландау. Према процјени из 2010. у граду је живјело 18.229 становника. Посједује регионалну шифру (AGS) 9279112. Динголфинг је познат по BMW-овој фабрици.

## Географски и демографски подаци
Динголфинг се налази у савезној држави Баварска у округу Динголфинг-Ландау. Град се налази на надморској висини од 365 метара. Површина општине износи 44,0 km². У самом граду је, према процјени из 2010. године, живјело 18.229 становника. Просјечна густина становништва износи 414 становника/km².

## Међународна сарадња
| Мјесто | Држава    | Врста сарадње | Од    |
| ------ | --------- | ------------- | ----- |
| Брумат | Француска | партнерство   | 1970. |
| Енс    | Аустрија  | партнерство   | 1965. |
| Извор  |           |               |       |